# Pörböly
Pörböly ist eine ungarische Gemeinde im Kreis Szekszárd im Komitat Tolna. Pörböly ist seit 1985 eine eigenständige Gemeinde.

## Geografische Lage
Pörböly liegt 18 Kilometer südöstlich des Komitatssitzes und der Kreisstadt Szekszárd, ungefähr auf halber Strecke zwischen den Städten Bátaszék und Baja an dem Fluss Kerülő-Duna, einem abgeschnittenen Nebenarm der Donau. Nachbargemeinden sind Alsónyék, Decs und Báta.

## Sehenswürdigkeiten
- Ökumenische Kapelle Szent László, erbaut 2007–2012 nach Plänen von István Kismődi
- Waldbahn (Gemenci Állami Erdei Vasút)
- Waldlehrpfad (Gemenci tanösvény)

## Verkehr
Durch Pörböly verläuft die Hauptstraße Nr. 55. Es bestehen Busverbindungen nach Baja, über Bátaszék nach Szekszárd sowie über Mohács mach Pécs, Zugverbindungen nach Baja, Sárbogárd und Dombóvár. Weiterhin gibt es eine Waldbahn, die über eine Strecke von 30 Kilometern von Pörböly nach Bárányfok führt.

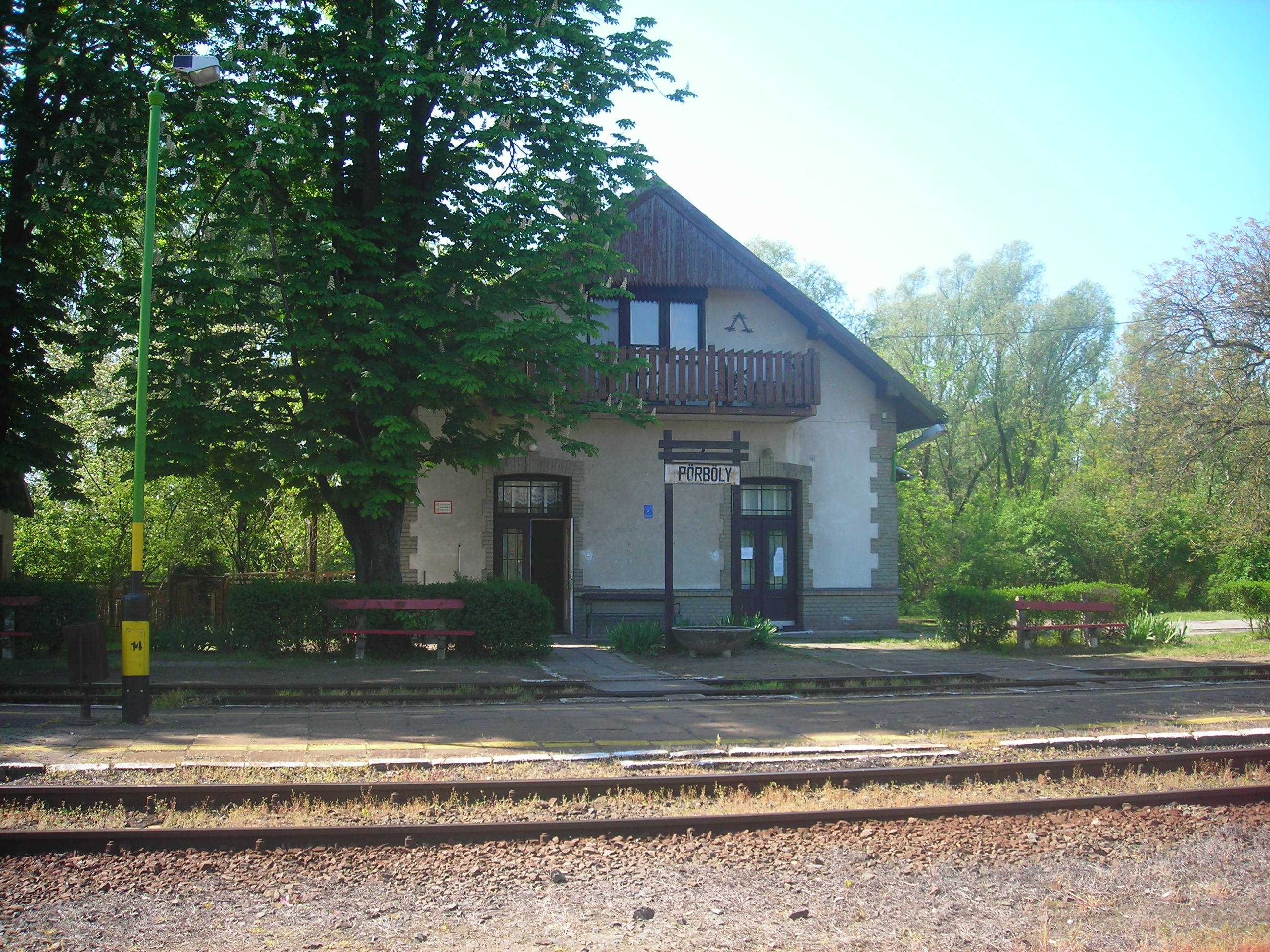
Bahnhof Pörböly
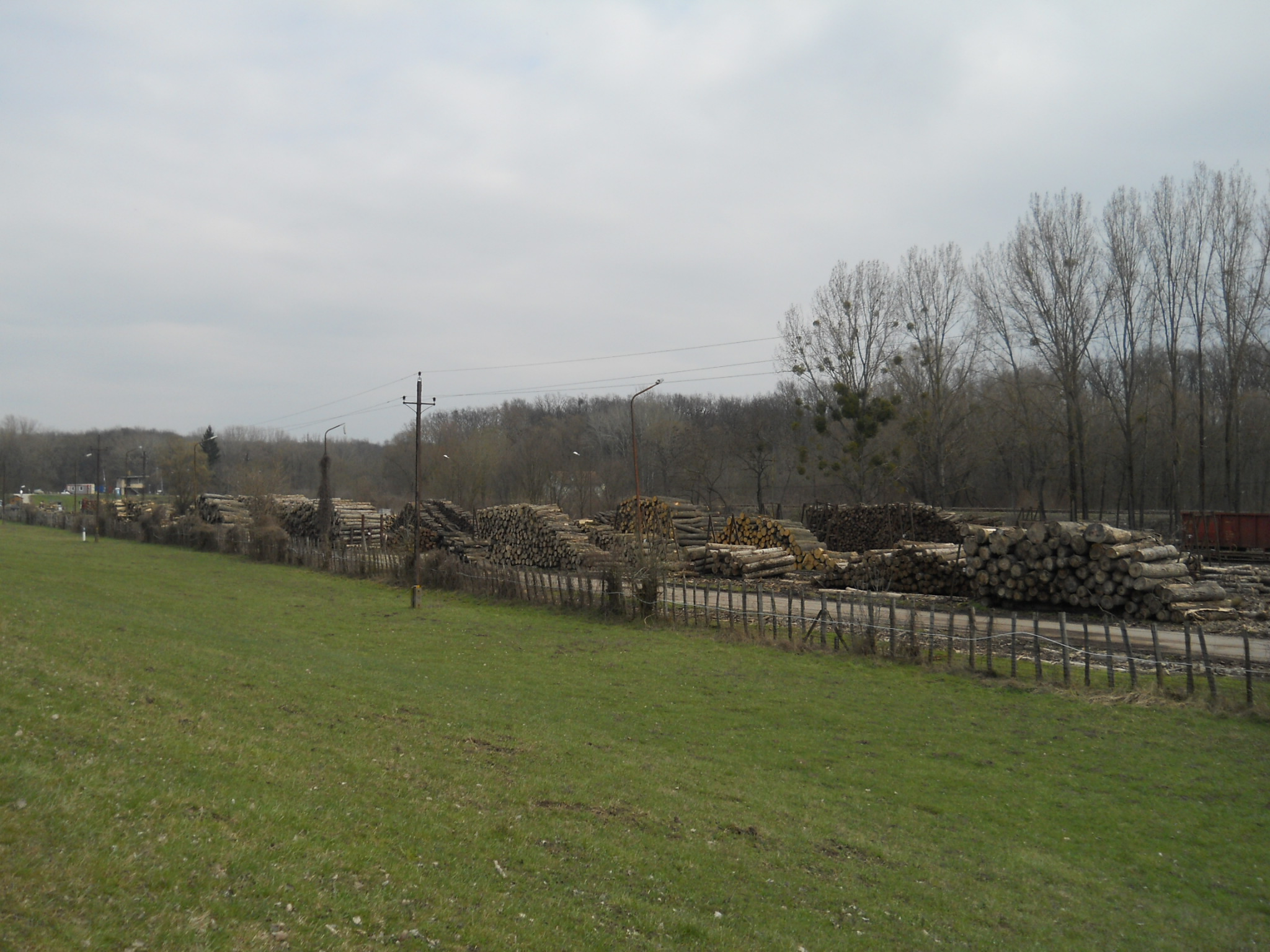
Holzlagerung am Bahnhof
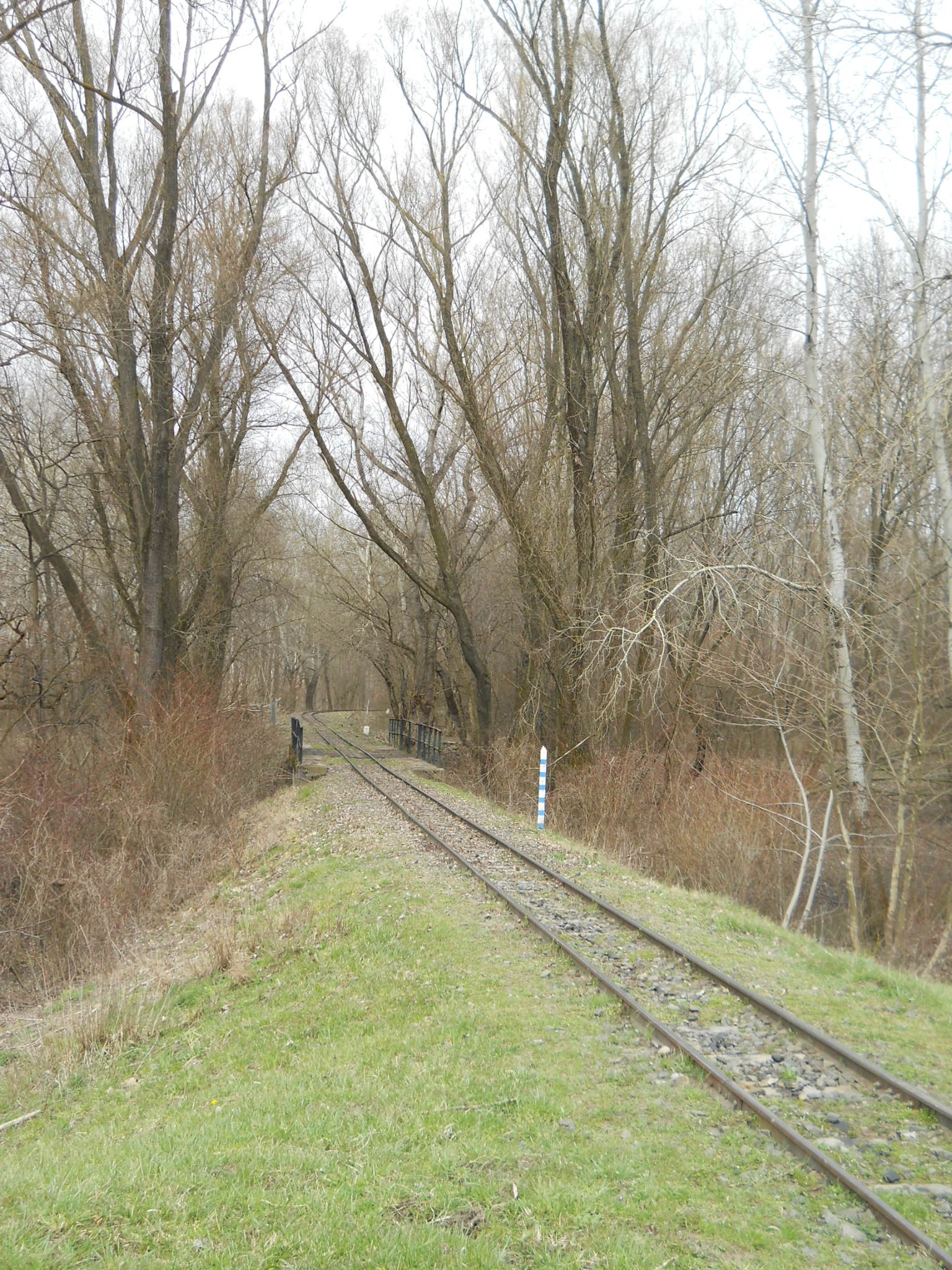
Gleis der Waldbahn